# یهودیان فلسطینی
یهودیان فلسطینی ساکنان یهودی فلسطین تا پیش از بنیان‌گذاری کشور امروزی اسرائیل بودند. پس از استقلال اسرائیل در سال ۱۹۴۸ یهودیان فلسطین به شهروندان اسرائیل تبدیل شدند و اصطلاح «یهودیان فلسطین» به شدت از رونق افتاد و تا حدی با یهودیان اسرائیلی جایگزین شد.
در میانه سده شانزدهم میلادی در دوره امپراتوری عثمانی جمعیت یهودیان منطقه فسلطین کمتر از ۱۰٬۰۰۰ بود که حدود ۵٪ از جمعیت را شامل می‌شد. به گفته منابع عثمانی در نیمه سده نوزدهم ۸۰٪ از جمعیت ۶۰۰٬۰۰۰ نفری فلسطین مسلمان، ۱۰٪ خود را به عنوان عرب مسیحی و ۵–۷٪ نیز به عنوان یهودی معرفی کرده بودند.